# Queima de cerâmica

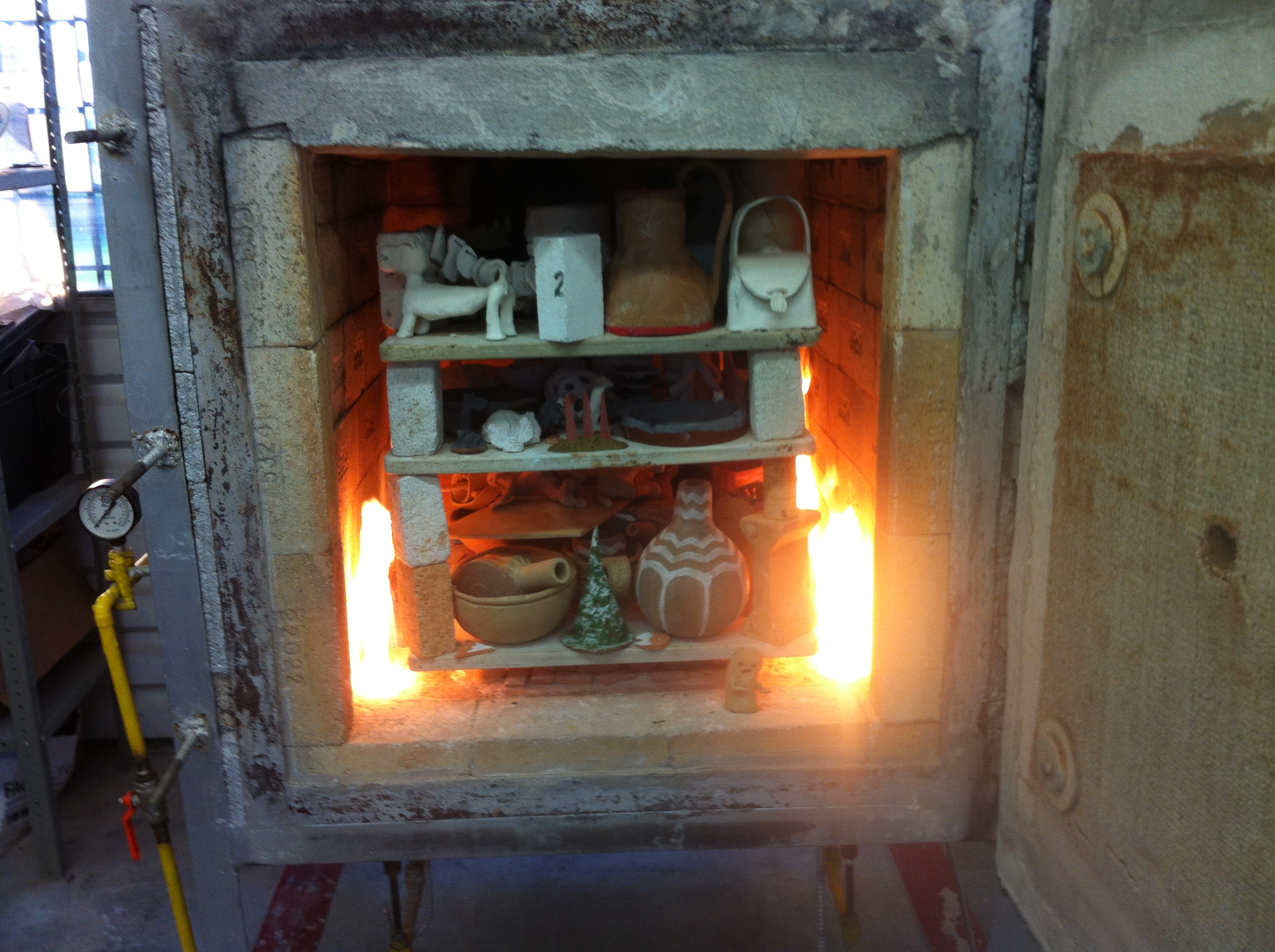
Forno usado para o processo de queima de argila.

A queima de cerâmica é um processo na qual a argila passa a possuir as características conhecidas da cerâmica, como dureza, porosidade e resistência. Após ser moldada na forma desejada, é necessário que a pasta cerâmica passe por um processo de secagem, para que finalmente    seja submetida a uma alta temperatura capaz de fazer com que ocorram modificações em sua estrutura macroscópica e molecular, atribuindo rigidez à pasta, transformando-a no objeto desejado.

## Processo de queima
O processo de queima pode ser dividido em etapas, de acordo com os processos químicos e físicos envolvidos:
- Eliminação da umidade: ocorre durante o processo de secagem ao ar livre e posteriormente dentro do forno antes dos 100°C. Toda a umidade da peça deve ter sido eliminada antes de o forno ter atingido esta temperatura, para que as peças não estourem devido à rápida expansão da água durante a vaporização.[4]
- Eliminação da água química: independentemente de toda a umidade do interior das peças ter sido removida durante o primeiro processo de secagem, as argilas são compostas basicamente de 2 Moléculas de sílica, 1 de Alumina e 2 de água. Quando o forno atingir 350°C , as reações químicas presentes eliminarão essa água química que poderá explodir as peças caso a taxa de queima seja superior a 100°C/hora.[4]
- Inversão da sílica: a 573°C , acontece a chamada inversão da sílica, que é uma mudança na estrutura cristalina acompanhada por um aumento de volume. A maior parte das peças que saem rachadas do formo muito provavelmente trincaram nessa temperatura, mesmo quando a rachadura só aparece depois da queima do esmalte.[4]

## Tipos de queima
Normalmente a peça cerâmica passa por dois ciclos de queima: a queima de biscoito e a queima de vidrados. Mas também existem outros métodos como a monoqueima e a queima de raku:
- Queima de biscoito: esta queima deve ser bem lenta no seu início, para que não haja risco de as peças racharem ou empenarem, visto a grande quantidade de água existente na argila até atingir cerca de 200°C, elevando-se a temperatura de 800 a 900 °C.  No final do cozimento, ocorre um encolhimento de cerca de 10% em seu tamanho e volume, ficando a peça porosa e não impermeável. Uma queima cuidadosa de biscoito dura cerca de oito horas e deve-se aguardar, pelo menos, outras oito horas para abrir totalmente a porta do forno, sob o risco das peças racharem em decorrência do choque térmico.[5][6]
- Queima de esmalte:é feita em uma temperatura mais alta do que a de biscoito. Ao contrário da primeira, seu final, deve ser lento para que haja tempo do esmalte fundir-se completamente. É o momento em que a peça obtêm sua cor definitiva. Caso se utilize um esmalte transparente, só será realçada a cor da argila. O vidrado torna a peça impermeável, deixando a superfície bem lisa. Nesta queima pode-se usar esmaltes de temperatura alta (mais de 1.200°C), média (até 1.200°C) ou baixa (até 1.100 °C).[5][6]
- Monoqueima: os vidrados são preparados juntamente com a argila crua. A partir de 600ºC, o material cerâmico que se encontra biscoitado sofre repentina dilatação e começa a se fundir com o esmalte. O material que compõe o vidrado continuam o processo de vitrificação até 1000ºC, se fundindo completamente em torno de 1300ºC, o que faz com que o ele derreta e, em seguida, crie aderência com o a argila. Esse processo é executado por muitas indústrias cerâmicas com o objetivo de gerar menor gasto com energia elétrica e da maior rapidez no resultado final.[7]
- Queima de raku:  técnica japonesa de queima cerâmica desenvolvida no século XVI, era utilizado inicialmente nas peças da cerimônia do chá. Qualquer tipo de argila pode ser usada desde que contenha chamote (material imprescindível para resistir ao choque térmico).[5]A temperatura do cozimento situa-se em torno de 900 a 1.000°C, após cerca de uma hora, as peças são retiradas do forno ainda incandescentes e são cobertas com serragem e papel. Como resultado, os óxidos metálicos presentes na peça proporcionam diversas colorações.[8]